# Formación Santana

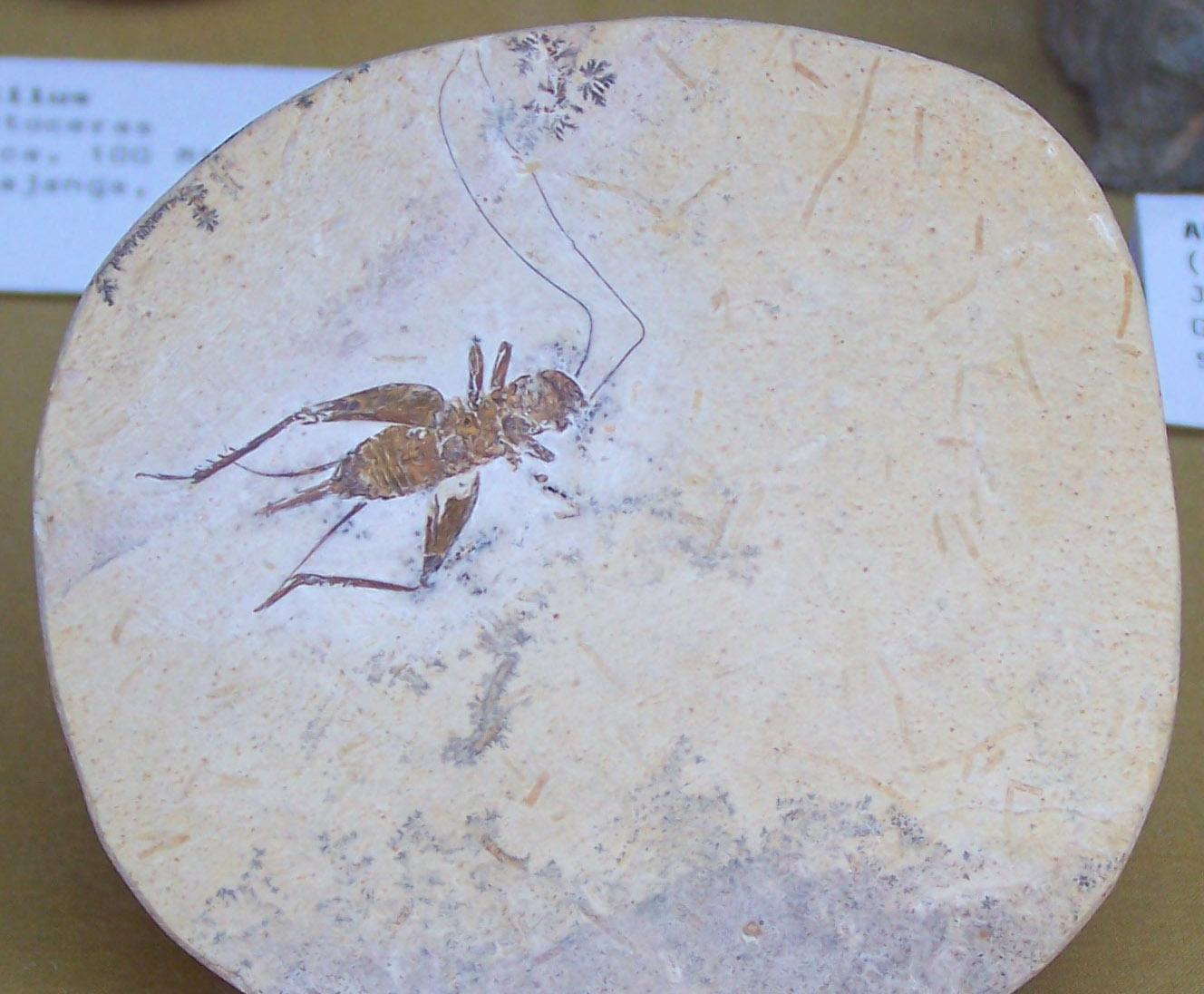
Fósil de un insecto del Orden Orthoptera encontrado en la formación Santana.

La formación Santana es una formación geológica del cretácico inferior (Aptiense-Cenomaniense) situada en el noreste de Brasil, en la cuenca de Araripe. Se caracteriza por la presencia de fósiles que presentan un gran estado de conservación, por lo que se considera a esta formación un lagerstätte. Cuando se depositó, el supercontinente de Gondwana se estaba separando, por lo que África se alejaba de América del Sur, si bien aún se encontraban relativamente a poca distancia.
En la formación Santana aparecen restos fósiles de peces, pterosaurios, reptiles, anfibios, dinosaurios, plantas e invertebrados.